# ホアン・リャネラス
ホアン・リャネラス・ルサリョー（Joan Llaneras Roselló、1969年5月17日- ）は、スペイン・バレアレス諸島県プレラス出身の自転車競技選手。

## 経歴
地中海に浮かぶバレアレス諸島マジョルカ島のプレラス出身。1991年から1995年まではオンセチームに在籍し、ロードレースとの兼用選手であったが、オンセを離れて以降はトラックレースを主体に競技を行っている。一方、1998年だけ、ランス・アームストロングがエースを務める、USポスタルサービスに在籍していたこともあった。
右記の通り、ポイントレースでは長年に亘って、オリンピック、世界自転車選手権においてトップクラスの成績を収めている。オリンピックでは過去2回金メダルを手中にしているが、2000年シドニーオリンピックでは、他選手を1周周回遅れ（ラップ奪取）にして優勝。また北京オリンピックでは、中盤に連続してラップを奪取して制した。
また長年に亘って、イサーク・ガルベスとマディソンや、6日間レースにおいてコンビを組んでいたことも特筆される。世界選手権のマディソンは通算3度制覇しているが、内2回（1999年・2006年）はガルベスとコンビを組んで優勝したもの。さらに2000年のグルノーブル6日間レースでもガルベスと組んで優勝を果たしたほか、ガルベスが非業の死を遂げることになる、2006年に行われたヘント6日間レースのときにもコンビを組んでいた。北京オリンピックのマディソンでは、アントニオ・タウレルをコンビを組んで銀メダルを獲得した。
なお、北京オリンピックの銀メダルを花道に、現役を引退することになった。